# 漩渦鳴人
漩渦鳴人（日语： Uzumaki Naruto）是日本動漫《火影忍者》的男主角，在漫画第四次忍者大战篇之后跟宇智波佐助和春野櫻被稱為新的三忍，之后在后续作品博人传 -火影次世代-中以木葉村的第七代火影身份展开剧情。

## 關於名字
這個名字來自於日本一座名叫鳴門市（ナルト）的城市，此城臨海，有機會的話還可以看到海面上的漩渦（鳴門漩渦），十分壯觀。
還有一個意思，就是日本拉麵中放在麵上的一種常見的裝飾型食品「鳴門卷」（鳴門巻き，簡作，又稱魚板），由於形狀像鳴門市的漩渦而得名。
漫畫中由建築工人太砂先生在波之國興建的大橋（疾風傳中，離開木葉三年後的內輪佐助再次路過），亦是取名為「鳴門大橋」（現實中存在的建築：大鳴門橋）。

## 人物

### 個人檔案
- 母親：漩渦玖辛奈
- 父親：波風湊
- 妻子：日向雏田
- 兒女：漩渦博人、漩渦向日葵[2]
- 第七班：宇智波佐助、春野櫻
- 敵對：曉 、宇智波斑、大筒木輝夜
- 愛吃的東西：一樂拉麵、泡麵、汁粉 [3]
- 討厭的食物：新鮮蔬菜（过去很讨厌吃但是在见到母親后向她保证会多吃蔬菜）、妙木山的虫子料理
- 個性：喜歡出風頭、活潑、開朗、遇到挫折不放棄
- 想挑戰的對手：宇智波佐助、第三代火影[4]、曉
- 名言：「說到做到就是我的忍道」、「我可是要成為火影的男人!」、「成為火影可是沒有任何捷徑的」、「連自己夥伴都救不了的人，哪能成為火影」
- 喜歡的話：大碗味噌叉燒拉麵
- 興趣：惡作劇、替植物澆水
- 主要查克拉屬性：風
- 查克拉屬性：風、雷、水、火、土、陽[5]
- 忍者學校畢業年齡：12
- 師父：自來也、殺人蜂、旗木卡卡西
- 老師：海野伊魯卡、旗木卡卡西、自來也
- 同門：長門、彌彥、小南（培因篇完結後小南稱鳴人為師弟）、第四代火影波風湊（父親）
- 得意門生：猿飛木葉丸

### 外表與性格

封印九尾的八卦封印

有著金色短髮，蔚藍雙瞳（於後來劇情透露，兩項特徵皆遺傳自波風湊），面有鬚狀紋是其特徵，雖為木葉忍者村，但是漩渦一族的，句子的結尾通常會加個「的啦」（てばよ）。由於九尾襲擊木之葉，已故第四代火影把九尾的陽性查克拉封印在當時還是個嬰兒的鳴人體內。第四代火影原本希望木之葉忍村的村民把鳴人視為村子的英雄，但是村民們廣泛地視鳴人為曾經破壞村子安寧的九尾的化身，故此一直冷落鳴人。因此，鳴人逐漸養成反叛的個性。

### 戰鬥風格
鳴人在戰鬥時常用影分身製造機會再以螺旋丸攻擊敵人。由於其魯莽的個性和近戰的風格，其從小到大常常在戰鬥中被敵人毆打腹部

鳴人在學校的成績差劣，愛惡作劇，時常成為他同學的笑柄，也令導師們十分頭痛，更被認定是「木之葉的問題學生」。後來，鳴人得到木葉忍者村忍者學校老師海野伊魯卡的承認，漸漸成長過來。伊魯卡的父母雙雙死在九尾的手下，雖然伊魯卡有次手上拿著苦無，當時有著想殺鳴人的念頭，但是並沒有因為其是祭品之力而動手。反之，伊魯卡接受了鳴人，也瞭解他為什麼希望能得到大家的認同，因為伊魯卡小時候也曾經對大家有同樣的期望。伊魯卡可說是村裡第一個能接受鳴人的人，而且也在他身上留下不可泯滅的印象。伊魯卡就好比是鳴人真正的親人，因為鳴人通過他來跨過存在自己心中多年的悲傷之情。鳴人還在伊魯卡面前打敗了水木。
鳴人的外向性及他奮力追求自我提升的性格，對他周圍的人的生活產生了重大的影響。在故事的開端，鳴人與第三代火影--猿飛蒜山的孫子木葉丸結成兄弟，而木葉丸也在鳴人短暫的指導下領悟，人必須非常努力才會有成功的一天。急性子，時常不三思而後行；但同時是個以自信心，偶爾也以運氣超越其對手的滑稽型忍者。鳴人是個幽默的人，儘管他的笑話時時帶有「少兒不宜」的內容。他經常以一副嬉皮笑臉的面容面對世界，但是有時候他是以笑容掩飾內心的焦慮，不讓別人為他有擔心。對於外人而言，他是個隨遇而安的人，但好友們往往能看出他埋藏在心中的憂慮。另外，鳴人是個賭運很好，忍術的才能卻很差的人，據說他的文筆寫作技巧相當於自己的師父自來也。後來在第四次忍戰期間於精神領域和六道仙人大筒木羽衣相會時，連羽衣也直言鳴人的容貌和行事性格，皆神似羽衣的次子大筒木阿修羅。另外，鳴人疾風傳所穿的外套是自來也在修行時送給他的。
鳴人的生日10月10日是日本號召全民運動的“體育日”，鳴人的活潑好動可能和此有關。
本系列漫畫作者岸本齊史向媒體透露：鳴人的童年經歷是取材於自己的童年經歷。

### 身世與經歷
在從忍者學校畢業之前，鳴人是個一直想要得到別人認同的孩子。因此，他會在村內大搞惡作劇。他的惡作劇甚至嚴重到在木葉村的火影顏岩（以现实世界的拉什莫尔山为原型，雕刻著歷代火影頭像的一塊大岩壁）上塗鴉。他向每一位質疑他的人說，總有一天他會登上木葉村第一忍者－－火影的位置。他告訴伊魯卡（也可說是所有人），他要當上火影（因為他希望周圍的人都能認同自己）。鳴人畢業了以後，也還是一直渴望得到人們的認同；是卡卡西口中「意外性第一的忍者」。
鳴人曾經一直暗戀同队的春野樱，曾把她視為初戀情人，早在童年時期就對小櫻充滿好感，然而小櫻在乎著被鳴人視為競爭對手的宇智波佐助，與此同時他亦受到日向宗家的長女日向雛田的關注。中忍考試時，心情沮喪的鳴人，在訓練場遇到雛田，後來鳴人受到雛田開導後，鳴人對雛田說出「像你這種人，我是很喜歡的。」，之後就參加下一場考試。原本鳴人和佐助是既相互競爭、又相互扶持的夥伴，直至佐助經歷和我愛羅的決戰，為了追求力量決意離開木葉，而春野櫻一生一世的的請求拜託鳴人帶回佐助，但鳴人沒能阻止佐助離去而感到自責。直到身為同門師兄的曉成員 培因(長門)進攻木葉後，鳴人才親耳聽見雛田的告白，在歷經四次忍界大戰後，《THE LAST》中，鳴人開始查覺到雛田對自己的情感，最終成為相互勉勵彼此的伴侶。
在第367話自來也跟綱手的對話中，得知鳴人就是四代火影波風湊之子，因為身為四代火影師父的自來也，也指出這點，而且他也說看見鳴人就像看見自己的孫子。另外鳴人的母親也確定為來自渦之國的女忍者漩渦九品。在漫畫第498話中，鳴人的母親從對話中指出鳴人的髮色似其父親，但個性跟忍術卻像母親（應是指擅長忍術的類型）；連姓氏也是從母姓(為隱瞞其為第四代火影兒子之實，可以在培因來襲篇裡所知，鳴人在見到波風湊後，並不知道眼前的人正是自己的父親)。而鳴人這名字，取自自来也小说中主人公的名字。动画中表明此部小说为《坚强毅力忍传》。
另外，在第370話中，可知四代火影封印九尾時，特意把九尾之力分成陰陽兩半，並只把其中陽性查克拉封印在自己兒子身上，然後由自己來承受九尾陰性的查克拉。自來也認為四代此舉有特殊目的，必然察覺有什麼重大事情將要發生。（暫時以曉的動向，可能四代早已料到把九尾分開兩部分，便能防止敵人能完全得到九尾）在第439話中，鳴人準備進入第九條尾的階段時，第四代火影突現出現在鳴人的意識中（此時鳴人己被九尾遊說，打算解開九尾的封印），表示和長大成人的兒子相會是十分高興。進一步確認鳴人是第四代的兒子，（詳情請參閱火影忍者漫畫第440話），並協助鳴人控制九尾的力量。其後他與八尾的人柱力在一個小島修行。要控制九尾，必須用查克拉。八尾幫助他在意識，用自身查克拉撲捉九尾查克拉。正當九尾進行反控制時，鳴人母親的力量出現。九品的查克拉幫鳴人控制住了九尾，並將他的過去，以及鳴人為何會成為九尾祭品之力的原委一一道來，使鳴人不再心存疑惑，在心理上，也有更大的力量應付第四次忍界大戰。
與佐助、小櫻在第四次忍界大戰中被稱為新的木葉三忍。

### 與九喇嘛的關係
鳴人因為擁有九尾所以擁有自我恢復的能力，這能力讓他能夠在一天之內從受傷狀態恢復到健康的狀態。心理上，九喇嘛对幼年的鸣人影响很大，因为九喇嘛曾经在木叶村引发灾难，木叶村民都认为是鸣人害死了四代目火影夫妇（波风湊和漩涡九品），其他的忍者与村民都惧怕他，讨厌他，甚至让他以恶作剧来吸引大家的注意，也正是因为这样的孤独，鸣人才注意到因家境而同样孤独的佐助，佐助也注意到鸣人，甚至鸣人是佐助心中唯一的朋友（695和解之印）。
鳴人身為漩渦一族本身就擁有比一般忍者來說都要大量的查克拉（約為旗木卡卡西的4倍，如果沒有大和壓制住九尾查克拉的話，就會是100倍。漫畫315回，動畫275集），而九喇嘛更是無時無刻在吸取鳴人的查克拉(八尾在第四次忍界大戰中點出這點)，再加上九喇嘛的驚人力量，令他具有深不可測的潛力。儘管他平時不會隨便提取九喇嘛的查克拉使用，九喇嘛似乎總是有那麼一部分的力量混在鳴人的查克拉裡，剩下的會被他的身體自動拒絕，主要是因為潛在的危險太大。
潛藏在鳴人體內的九尾查克拉對小時候的鳴人學習，有著相當的阻礙在。由於鳴人本身的查克拉也必須同時抑制九尾的查克拉，使得鳴人小時候在學習某些術式的時候，顯得比旁人還要笨拙，無法同旁人那樣的輕易控制體內的查克拉而導致新術學習常以失敗收場，加上他的領悟力較差,惹得同輩的笑話而得到吊車尾的名號。
但也正因為如此，他在使用通常比較費查克拉的招式時比別人更得心應手，比如說他最引以為自豪的忍術「影分身之術」（一般忍者使用這招時只能變出有限的幾個影分身，因為每變出一個影分身就要消耗非常多的查克拉；不過鳴人通常一出招就是變出十幾到幾十個影分身，最多的時候，甚至達到差不多幾百幾千個，即被做禁術的「多重影分身之術」。即使這樣他體內依然有相當一部分的查克拉可用。）。
九尾的查克拉通常會在鳴人生命危險或者心裡突然接受打擊的時候一下子釋放出來，這樣就可以保證自己和封印著自己的鳴人同時脫離危險。漸漸的鳴人學會了和自己體內的尾獸對話，主要包括讓它借自己一點力量。鳴人之所以可以使用九喇嘛的力量的原因，是因為它被封印在自己體內的方式，這個方式保證了儘管在被封印的狀態下，九尾本身的力量還是可以透過封印進入鳴人的查克拉裡。由此來看其他“祭品之力”也有諸如此類的封印。九尾那幾乎無盡的查克拉也就成了鳴人最終的必殺，並且經常幫助鳴人在關鍵時刻力挽狂瀾，同時也將鳴人增強到一種近乎無敵的狀態。他的速度和力量在那時將變得超乎常人，甚至超乎任何忍者；他的自我修復能力也是強得不止一星半點，再大的傷口也能在一天內恢復原狀；還有就是他的耐久性和敏捷度的增強也能讓他戰鬥得更久。
不過這種力量也不是完美無缺。一開始鳴人還不能有效控制九喇嘛的查克拉，以致讓一種近乎暴怒而且無法控制的殺欲占據他的整個身體。過了一段時間之後，鳴人才變得熟練起來，可以在使用這種力量的時候保持他的本性不變。不過，他對這種力量的控制力似乎和他的情緒狀況成正比，既鳴人越是憤怒狂躁就越依賴九喇嘛的查克拉。在漫畫第二部中，鳴人在尾獸化（四條尾巴）的時候已經人性全失且面目全非，只剩九喇嘛的殺氣了。连三忍之一自来也都对出现了四尾的鸣人忌惮三分。
再者，鳴人對九喇嘛這麼超乎尋常的查克拉的承受能力有限。他用九喇嘛的力量用得越多，對自己身體的損害也就越大。當鳴人尾獸化（四條尾巴）的時候，九喇嘛的查克拉已經強大到能嚴重灼傷他的身體，甚至讓他全身血流不止，流出來的血和九喇嘛的查克拉一旦混合就形成了一股黑色和深紅色，起盾牌作用的的查克拉流。如若經常受這種損傷，鳴人體內的軟組織和細胞就會加速壞死，從而縮短自己的壽命。
鳴人對於九喇嘛來說是個奇特的的祭品之力，他對於身為九喇嘛的祭品之力並不感到厭惡，總是以對等的身分與九喇嘛互動，不同於以往的祭品之力。九喇嘛認為他也許是個不同於以往的人，兩人的互動也逐漸增多。雖然九喇嘛說過自己是惡的載體，但鳴人並不如此認為，此一心態也讓九喇嘛逐漸改變對鳴人的看法，後來九喇嘛親自證實鳴人就是六道仙人說中的那個人，兩人也從寄宿者與被寄宿者轉變為好夥伴。

## 劇情表現

### 第一部

#### 波之國篇
鳴人在忍者學校畢業考第三次失敗。水木老師利用鳴人偷竊禁術卷軸，陰謀被同僚海野伊魯卡看破，趕來救鳴人。鳴人利用禁術卷軸中的招式--多重影分身術擊敗水木。 伊魯卡老師准他以此通過考試畢業。在學校畢業後，獲分派上忍旗木卡卡西為小隊老師，卡卡西給三人進行鈴鐺演習，鳴人他們各自為戰，以失敗告終。其中卡卡西當面指出鳴人的缺點就是行事作戰太過莽撞，還將鳴人綁在一根木頭上，命他不准在被綁住的期間進食。後佐助悟出老師要他們有團結精神，於是和小櫻將自己的便當分一小部分讓鳴人食用，最終卡卡西見到三人領悟了團結精神的重要性，便正式宣布三人通過了生存測試。
最後鳴人與同屆八名畢業生（宇智波佐助、春野櫻、奈良鹿丸、山中井野、秋道丁次、日向雛田、犬塚牙、油女志乃）通過了生存測試正式成為下忍，與宇智波佐助、春野櫻歸屬第七班。
鳴人們正式成為下忍後，一向從事的都是D級或以下的任務，如找寵物、清潔河道等，鳴人本身亦有點怨言。終於他們獲派護送要人的C級任務（但這是委託人謊報的結果，實際上該任務難度應為A級），其內容就是要安全護送橋樑建築師達茲納先生返「波之國」。在卡卡西帶領下，他們陪同達茲納先生出發。然而途中卻遇上了來自霧隱村的兩名中忍鬼兄弟，鳴人因從未有實戰經驗，心裡慌張；相反佐助及小櫻表現鎮定，佐助更以敏捷身手把兩名中忍制伏，等待卡卡西處理。及後他們遇上更強的敵人－手持斬首大刀的霧隱叛忍桃地再不斬。當卡卡西被再不斬以「水遁·水牢術」所困時，鳴人與佐助配合，將變化成「風魔手裡劍·影風車」的鳴人擲出，解開了再不斬對卡卡西的束縛。卡卡西擊敗再不斬後，便指導鳴人、佐助和小櫻如何控制查克拉。鳴人和佐助互相競爭，最後均能達到樹頂。鳴人們寄宿在波之國伊那利一家中;同時他亦認識了一名神秘的少年，就是白。
不久，本身已死的桃地再不斬再度出現，向第七班復仇。而白同時出現，擁有血繼限界的他跟佐助交手。白使出「秘術·魔鏡冰晶」，把佐助困在其中。此時，鳴人打敗卡多派來、欲綁架伊那利一家的兩名使用居合斬的手下後，匆忙趕到的他卻魯莽地衝進了白的陷阱。佐助唯有利用剛開啓的血繼限界「寫輪眼」應付白的行動，同時亦掩護重傷的鳴人。白利用這一弱點，圖攻擊鳴人以迫使佐助露出破綻。佐助明知是計，卻用自己的身體掩護了鳴人，身受重傷倒下。鳴人以為佐助被殺，憤怒的他第一次的使用了九尾的力量，並擊敗了白。白的面具脫落，鳴人才知道他原來是先前所認識的那位少年。白承認已敗，請求鳴人殺掉他；然而白忽又感到再不斬處於危險中，向鳴人致歉並離去，並為再不斬擋了卡卡西的致命一擊。當鳴人得知白的死訊後，向看似冷漠的再不斬講述了白對他的忠誠和情誼，讓再不斬這個鐵血男人落淚不已。再不斬因此反過來把作惡多端的卡多殺掉，但犧牲了自己的性命。而佐助不久亦從昏死狀態中甦醒過來。 第七班順利完成任務，準備回木葉村覆命。達茲納先生為感謝鳴人相助，還特意把新築的橋樑命名為「鳴人大橋」。

#### 中忍考試篇
波之國任務完結後，鳴人們返回木葉。此時木葉正要舉行中忍選拔試，來自四方八面的下忍聚集在木葉，準備接受試練。鳴人、佐助及小櫻三人最終亦決定參加。第一回合是筆試，亦是鳴人此生最叫苦的難題；幸虧考官伊比喜其實是想考驗考生的心理，故鳴人雖一條問題也沒回答，但仍成功過關，還被伊比喜認為相當有意思。
第二回合是生存試練，在死亡森林內與其他考生爭奪用來晉級的「天之書」及「地之書」。途中遇上偽裝成草忍考生、已叛離木葉的大蛇丸。佐助對大蛇丸所召喚的大蛇一度畏懼，故鳴人一反之前，反過來以激將法使佐助振作起來。佐助終以巧妙的身手制伏大蛇丸，卻被大蛇丸在其膊上留下天之咒印，痛極昏過去。鳴人亦被大蛇丸以五行封印術揍肚子，九尾力量被封印起來並昏過去。小櫻只得自行照顧佐助及鳴人。但不久又遇上了音忍托斯、薩克及金・土，小櫻無法自行抵擋，幸得李洛克、鹿丸、丁次及井野等人相救;佐助亦突然爆發可怕的天之咒印力量，把音忍們擊退。鳴人、佐助甦醒過後，三人又繼續考試，但考試時限將至，始終仍欠缺所需卷軸。幸得之前認識的學長藥師兜指點，決定往終點之塔處等待其他考生，並擊敗三名雨忍成功奪取卷軸過關。

於第三場考試分預賽及淘汰賽。鳴人的預賽對手是犬塚牙及其忍犬赤丸。犬塚牙的「獸人分身」、「牙通牙」等術一度迫使鳴人處於下風，毫無還手之力，但鳴人卻巧使計令牙錯手重傷自己的忍犬赤丸，又因突然放了一個屁，讓牙反被自己過於敏銳的嗅覺所害，被鳴人自創的鳴人連彈所敗。進入淘汰賽，鳴人遇上有「天才」之稱的日向寧次，寧次的「八卦掌回天」、「點穴術」及「八卦六十四掌」更是出乎意料的厲害，鳴人連動寧次一根汗毛的力量也沒有，甚至被其封印穴道，使不出任何查克拉，吐血倒地。但因試前得到「三忍」之一的自來也所指點，同時解除了五行封印術，並使其能操控九尾的力量，其後以九尾之力擊敗了寧次，獲全場歡呼。但他並沒有因此成為中忍。

#### 毀滅木葉篇
就在考試步近尾聲之時，卻遭到了砂忍及音忍(大蛇丸在殺掉第四代風影羅砂後，裝扮成其，並指使砂忍聯合音忍進攻木葉忍者村)的突然襲擊，因佐助急於追趕自己的對手我愛羅，卡卡西便命令鳴人、小櫻及鹿丸務必阻止佐助胡亂行動。途中鹿丸緩阻了八名從後追趕的音忍，鳴人亦追上佐助，卻發現正在與佐助對戰的我愛羅，已變成另一張怪物(一尾守鶴)的面孔，還把小櫻給捕捉起來。起初鳴人被打到吐血，克服恐懼後，使出鳴人二千連彈及千年殺，把我愛羅打至潰不成形。及後我愛羅進一步化成完全體的尾獸「一尾守鶴」，鳴人亦召喚出已定下契約的蛤蟆文太，再混合變身為九喇嘛，把一尾守鶴逮住。鳴人把正沉入睡眠中的我愛羅撞醒，使「一尾」力量被壓制起來。最後，鳴人一拳痛擊我愛羅，使其倒在地上動彈不得，成為當時唯一打敗我愛羅的木葉忍者。小櫻及佐助獲救，我愛羅亦被其姊手鞠及兄勘九郎護送離開。他們回到木葉後，卻己收到第三代火影猿飛蒜山身亡的噩耗。

#### 綱手搜索篇

綱手給鳴人的項鍊

第三代火影蒜山喪生後，火影的位置一直被懸空；而卡卡西在對付突然來犯的曉成員－宇智波鼬時，亦中了其幻術(月讀)，身心備受折磨而需長期待在醫院;而佐助亦為鼬所傷。故此自來也決定帶同鳴人，前往尋找精通醫療忍術、「木葉三忍」之一的綱手。此行目的除了請其為卡卡西及佐助治療，亦打算請她回來擔任火影一職。自來也順道教鳴人新忍術－由第四代火影波風湊所創、不需結印的忍術「螺旋丸」。後來在短冊街酒館內偶然遇上綱手及其助手靜音，但對方對鳴人成為火影的夢想冷嘲熱諷，使鳴人感到不滿。喜歡賭博的綱手亦跟鳴人打賭，如果對方能在限期內習得「螺旋丸」，便把頸上屬於初代遺物的項鍊送給他。鳴人亦毅然承諾。
但不久大蛇丸亦找上綱手，欲利誘她為其治療被三代所廢的雙手，卻不成功；於是大蛇丸決定採取強硬手段。大蛇丸及藥師兜把綱手引到山丘上，兜以綱手害怕血的弱點，成功麻痺她的攻勢。幸自來也及鳴人及時趕上，鳴人還以自己的護額，替綱手擋住兜的拳擊。鳴人更以計鎖住兜的攻勢，並與影分身一起施展出螺旋丸，襲向兜的胸膛，把兜轟撞至岩石上。但鳴人同時亦為兜傷及心肌，吐血倒地並昏了過去，本有生命危險，後被綱手醫治。綱手見鳴人這樣保護自己而感激，又在短時間內習得螺旋丸而驚訝，決定重新振作，剋服對血的心理障礙，跟大蛇丸一戰。傳說「三忍」自來也、綱手與大蛇丸展開對戰，又分別召出各自的通靈動物，大蛇丸敗在力量型的綱手之下。大蛇丸見勢不對，與兜一同離去。三忍之戰告終，綱手終為鳴人所動，決定返歸木葉擔任火影，又按約定把項鍊送給鳴人。並將一切的寄望託付在鳴人身上。

#### 佐助奪還篇
經過前次的任務，佐助深感自己的力量還不及鳴人，而心生嫉妒，欲追求更強大的力量，以向兄長宇智波鼬報仇。此時來自大蛇丸所成立的音隱村、「音隱四人眾」的四名忍者，勸誘佐助投靠音忍者村，佐助亦為所動而準備叛離木葉。臨行前佐助亦把前來勸告的小櫻擊暈。木葉雖收到佐助叛離的情報，但因之前受到砂忍及音忍的攻擊，百廢待興，故未能派出多餘人力前往追捕。而鳴人知道後亦深感驚愕，決定要追回佐助，並尋找村中可信賴的夥伴參與任務。最終由中忍奈良鹿丸，下忍漩渦鳴人、日向寧次、秋道丁次及犬塚牙所構成的隊伍執行任務。出發前，鳴人向小櫻許下一生的承諾，一定會把佐助帶回木葉。然而，途中遇上「音隱四人眾」分別的阻撓，而夥伴們亦豁出自己的性命讓鳴人追上佐助。但卻又突然殺出了擁有血繼限界的強敵君麻呂，超出原先計劃之外。鳴人試圖製造千個影分身以擊敗君麻呂，但對方絲毫無損；幸得傷勢初癒的李洛克及我愛羅時相助，可繼續追趕佐助的步伐。
最終卻諷刺地，在千手柱間與宇智波斑決鬥的終末之谷遇上。鳴人追問佐助為什麼不珍惜彼此之間的友誼；而佐助的回應卻指出友情雖重要，但不能夠讓他變強，他所需要的是更強大的力量。鳴人無可奈何下唯有使用強硬手段迫佐助回歸，為的是不要看到他被大蛇丸利用。擁有咒印力量的佐助輕鬆的痛擊鳴人肚子並讓他吐血，還以強勁的體術將鳴人打昏在地。結果在佐助邊回憶童年邊痛打鳴人後，鳴人痛苦的問他：「難道我對你來說已經什麼都不是了嗎」佐助看著鳴人：「不，對我來說……你已經是我最要好的朋友了」這句話讓鳴人呆住了，也讓鳴人更堅定了要把佐助帶回去的心。剛開始鳴人和佐助各自用自己的絕招螺旋丸和千鳥，結果是互相抵消，兩個人都因威力而彈了出去，而經由這一擊，鳴人看著佐助內心掙扎難過不已：「現在，看來沒錯了，你是真的……真的想做我敵人……佐助───……」鳴人的淚水留了下來，在佐助繼續痛打鳴人時，鳴人都沒有反擊，內心想著自己對佐助的情感，在佐助對他說「我也想和你交手呢！」時自己高興的心情，因為那是第一次佐助因為認同他所說出的話，還有雖然他們彼此都沒有說出口，但原本互相討厭的他們其實已經是朋友這些事。這時佐助抓住鳴人的衣領把他提起，準備給他最後一擊千鳥。佐助擊中鳴人右胸膛的那瞬間，鳴人用九尾查克拉散了出來。鳴人對佐助吼道：「佐助，我不會把你交給大蛇丸的，就算要弄斷你的手腳，我也要阻止你！」，鳴人靠著九尾的力量站了上風，被這力量嚇到的佐助開啓進化了的寫輪眼，與使用九尾力量的鳴人對戰（包住鳴人形成九尾外衣）。最後進入咒印狀態二、使用寫輪眼的佐助用咒印狀態的千鳥和使用九尾力量的鳴人用螺旋丸一決勝負，佐助擊中了鳴人的胸口，鳴人則在佐助的護額上劃出了一條裂痕。大爆炸後鳴人昏倒躺在地上，佐助在大雨中突然一陣劇痛，跪下後剛好臉就在鳴人的正上方，佐助看著他之後便離開尋找大蛇丸，只留下被鳴人劃出裂痕的護額（在被卡卡西阻止的那次決鬥中，鳴人要求佐助先帶上護額，而佐助認為鳴人不可能能在他額頭上留下任何傷痕） 。沒能成功把佐助帶回，這亦成為鳴人心中長久的一個遺憾。倒在地上昏過去的他，被大雨灑遍全身；直到卡卡西的到來，才把鳴人帶回木葉接受治療。此事之後，鳴人決心修練自己，跟隨自來也在外修行。

### 第二部

#### 風影奪還篇
跟隨自來也在外訓練二年後，鳴人回歸木葉。此時的他在體格及心智已較二年前成熟，衣裝也有少許變動。當得悉一眾友人已成為上忍或中忍，而我愛羅更是成為風影時，鳴人並不氣餒，反而被激勵起來。後來來自曉的兩名不速之客夜襲砂隱村，我愛羅因為要顧及砂忍村的居民而被地達羅用計擊敗，勘九郎欲救弟亦身中劇毒，砂隱村陷入混亂當中。得悉我愛羅被抓，同樣作為人柱力的他決心要前往拯救，正因鳴人非常了解我愛羅身處孤獨的痛苦。從前他亦嘗試過孤單的滋味，但現在已經有了自己的伙伴；相反我愛羅雖為風影，依然受盡村人的偏見與冷落。堅持將我愛羅從孤單及危機中拯救出來不可，鳴人的決心，打動了砂隱村內已退隱的元老－千代婆婆的心，決意復出，協助鳴人救回我愛羅。後到達曉聚會的地點，但為時已晚，我愛羅已被抽出尾獸力量而死亡。鳴人欲奪回我愛羅的身軀，因而被曾襲擊砂隱村的其中一名曉成員－地達羅所挑釁。 卡卡西不安心，故隨鳴人同去，並勸鳴人要冷靜下來，從詳計議。鳴人配合卡卡西，由卡卡西使出萬花筒寫輪眼擊傷地達羅，再由鳴人擊落地達羅所乘的巨鳥，取回我愛羅的身軀。後來證實我愛羅己死，鳴人激動地尾獸化，攻擊地達羅。卡卡西見狀，立刻用自來也所說的方法把鳴人制住。地達羅被木葉的第三班及第七班圍攻，迫虎跳牆下使出自爆方式，似要同歸與盡，幸被卡卡西轉移到另一空間，戰鬥結束，草原上躺著我愛羅的屍首，鳴人所表現的真摰友情，感動了千代婆婆，甘心犧牲自己的性命令我愛羅復活。我愛羅回歸，砂隱村的民眾夾道歡迎，我愛羅第一次感到被其他人肯定的滋味。故鳴人與同伴們準備回歸時，我愛羅心存感激；雙方的握手，代表著永恆的友誼。

#### 佐助再會篇
從曉的蠍口中得知其將與派往大蛇丸身邊的臥底會面，認為是尋找佐助消息的好時機；在五代目批准下，準備往會面地點──天地橋出發。由於卡卡西在與地達羅一戰中虛耗過多，無法同行，於是由原暗部成員、化名大和的天藏擔任新隊長，率鳴人、櫻及新成員祭前往目的地。雖然鳴人及櫻對祭的假意笑容及口不擇言，沒甚好感，但同意為了佐助，即使要與不喜歡的人合作也心甘情願。到達天地橋後，大和偽裝成蠍，接觸蠍的臥底，而鳴人們躲在岩後靜待指示。令一行人驚訝的是，原來這名臥底就是藥師兜。及後大蛇丸亦出現，大和的偽裝身份亦被揭穿，雙方交戰起來。鳴人受到挑釁後尾獸化，失去意志，還把想讓他恢復意志的小櫻弄傷。大蛇丸與鳴人間爆發激戰，被兜稱為怪物間的戰鬥。後大蛇丸因三年限期已到，身體不能承受，不敢戀戰而去；鳴人亦被大和操控尾獸的力量所壓制，變回人類的狀態，這時已渾身是傷。清醒過後，得悉是自己打傷了櫻而悔疚，但同意大和所說，要不斷鍛鍊自己本身的力量去保護身邊重要的人，不是要用九尾的力量。
天地橋一戰後，鳴人們繼續追蹤大蛇丸一眾，卻得悉祭背叛了他們。此時大和的木分身已查出大蛇丸巢穴的所在地，鳴人們便決定深入虎穴。他們先找到祭，並將其綑綁起來；祭問鳴人為什麼執著於要拯救佐助，鳴人卻說這是因為他與佐助之間，有著兄弟般的「羈絆」。佐井為其所動，想親眼看看「羈絆」的意義，終棄暗投明，並反過來合力把剛到的藥師兜制服。鳴人與佐井冰釋前嫌，組隊在大蛇丸巢穴內尋找佐助的下落。不料卻又遇上大蛇丸，於是鳴人讓佐井先尋找佐助，自己則應付大蛇丸。及後小櫻及大和前來助陣，大蛇丸又再遁去無蹤。鳴人們從佐井臨走時遺下的秘策中，赫然發現原來佐井此行目的，是要暗殺佐助，不禁又憂心起來。突然一聲巨響，引起鳴人們的注意，並急步趕往現場，只見佐井正呆站著。忽又傳來一把熟悉的聲音，只見爆炸後地面上站著一個人，正是佐助，重遇佐助，鳴人首先是表現興奮，但佐助冷漠的態度及身手的敏捷卻出乎意料之外。佐助稱要把鳴人殺掉，以斬斷彼此間的「羈絆」；又道出剛才佐井說要替鳴人帶他回木葉之事。奇妙的是，大蛇丸及兜此度又再出現，竟阻止佐助殺鳴人他們，目的是要留下能剷除曉的力量。佐助不再執著，跟著大蛇丸離去，救回佐助的目標再度失敗，但卻得到了真心的夥伴佐井。

#### 守護忍十二衛士篇(動畫原創)
卡卡西驗出了鳴人的風屬性，之後鳴人找同是風屬性的阿斯瑪為鳴人示範了風性質的查克拉刀，得到指導的鳴人，很快的活用影分身的特性而累積了經驗。鳴人藉著影分身修煉法，花了兩天學會「性質變化」。一方面阿斯瑪領導的第十班前往受擊的國境村落調查，另一方面大和領導的新卡卡西班則前往調查荒墓的事，而卡卡西則前往和自來也匯合調查「曉」的動向。大和領導的新卡卡西班來到火之國邊界欲調查盜墓的事件。在等待火之寺僧人時，鳴人遭受火之寺俗家弟子空誤認為是盜墓者而襲擊。透過地陸的介紹，得知早前在木葉空窗期時有著守護者12人的組織保護著諸侯，但其中一半的人因想支配諸侯製造戰爭來使火之國一統天下，導致12人分裂，站在非戰的這邊，與鷹派立場的6人決戰，其中4人身亡也就是盜墓者目標四座墳墓的主人。新卡卡西班與地陸、空接到訊息，四具屍體正由朱雀方向運走，一行人追至平原，在奪回的過程中，敵人的忍術，將平原變化成山谷，一行人也被分開。被分開的眾人，分別遇上了鷹派的守護者…！脫困後，新卡卡西班回到木葉村，空引薦給火影暫時加入新卡卡西班，沒想到竟然遇上了之前在戰鬥中見到的白髮男子──降土…！降土所率領的三名守護者：不動、不緣和風火使出了之前與大和一行人戰鬥時用到的忍術，剎時間，木葉忍者村變成了一座死城…四衛士被用轉生術復活，準備發動忍術「雷夢雷人」毀滅木葉村，正當鳴人與同時擁有多種屬性的風火對決時，阿斯瑪也為了阻止四人眾施展雷夢雷人，正在努力與北子交戰著。另一方面，封印在空體內的九尾查克拉被降土釋放出來〈在九喇嘛襲擊木葉時，飄散到空中的九尾查克拉被降土收集並轉到空的體內〉，鳴人一邊極力壓抑自己體內的九尾，一邊拚命的想把空的心喚回來，而其他的夥伴們，只能選擇袖手旁觀。另一方面，降土與阿斯瑪也到了必須做出最後了結的時刻…阿斯瑪最後擊敗降土，原來是空的父親和馬，鳴人也以真誠喚回空的心，解決了九喇嘛現身的大災難…在之後，伊魯卡老師說真的有幸能敎到那麼好的學生，原本的吊車尾的鳴人在村子遇到危機時表現的非常出色。

#### 飛段・角都篇
阿斯瑪對上「曉」的飛段、角都，戰敗陣亡，第十班意欲報仇，卡卡西暫時把修行之事交給大和處理、而自己負責照顧第十班。後卡卡西所率的第十班與飛段、角都陷入苦戰，幸虧大和及時率領鳴人、佐井、櫻三人趕到，加入戰團，鳴人更與大和一起使出風水混合術—颶風水渦之術，抵消角都的風火混合攻擊。鳴人以新術風遁·螺旋手裡劍攻擊角都，但第一次失敗了。卡卡西認為應對角都進行圍攻方妥當，但憑著鳴人要超越四代火影的決心，卡卡西讓鳴人作第二次攻擊。鳴人以影分身成功欺騙角都，並從其背後施以風遁·螺旋手裡劍，給予絕命一擊，一击干掉角都两条命；只剩一条命的角都倒在地上動彈不得，由卡卡西了結其生命。鹿丸亦把飛段擊敗後，眾人又回到木葉忍者村。

#### 自來也VS培因・佐助VS鼬篇
為了得知曉的情報，及追尋佐助的下落，木葉決定鎖定以宇智波鼬為目標的追捕計劃，而鳴人的大和班和卡卡西新領的第八班一起聯手行動。途中鳴人的影分身曾一度遇上宇智波鼬，鼬當時亦有話希望跟鳴人說，可惜卻因為鳴人的衝動打斷了話題。但鼬臨走前卻賦予了鳴人神秘的力量，並說在必要時才用此力量等等。後眾人對上了曉的宇智波班，鳴人的螺旋丸、志乃的蟲玉及牙的通牙之術均對其無效；就在此時，曉的絕前來匯報佐助與鼬的戰果，佐助的勝利及戰後受重創使鳴人感驚愕及擔心，並曾指罵絕是蘆薈、要他說出佐助在那裡。收到情報的班不再戀戰，及絕一起前往戰場把鼬的屍體及佐助帶走。鳴人們急步追趕，雖找出戰場位置，但早已人去樓空了。

#### 培因來襲篇
再次尋找佐助的蹤影失敗後，回到木葉，卻驚聞自來也被培因殺害的噩耗。為此曾一度悲傷消沉的他，因為伊魯卡老師和鹿丸的鼓勵，而重新振作起來，並協助解開自來也臨終前留下的暗號；可惜的是，對培因的真面目仍然沒有頭緒。為了替自來也報仇，他決定接受深作大人的提議，前往自來也曾修行的仙地「妙木山」，作艱苦的仙術訓練。訓練期間，鳴人多次差點變成石蛙，幸得深作大人用術阻止，不過鳴人卻也滿身是傷。經過一番修行，鳴人總算是基本掌握了自然力量，故深作大人便要他開始轉為不用蛤蟆油的練習，同時也給了鳴人自來也的遺作──「超骨氣忍傳」。
這個時候鳴人已基本掌握了深作所授的「青蛙對練」，及能在不動的狀態下吸收自然力量，控制仙術查克拉。此時深作告誡鳴人有關仙人模式的缺點，就是只能維持5分鐘左右；而且每一次使用前，需經一段時間、在靜止的狀態下吸取足夠的自然力量方可使出。因此如果在不動的狀態下，就很容易成為敵人的靶子。為免如此，使用時就必須有其他夥伴同在，以為其爭取充裕的時間吸收自然力量。但深作認為最有效的方法，就是與鳴人融為一體，以求能同時分擔「動」和「靜」兩邊的工作。另一邊廂，木葉忍者村正受到培因的摧毀，身為五代火影的綱手，目前只能祈求鳴人這位「預言之子」的回歸。
不料，深作在和鳴人進行融合訓練時被鳴人體內的九喇嘛排斥。眼見之前的修煉即將白費，鳴人萬分苦惱。但當他看見自來也在深作背後留下的暗號後，便堅持繼續修煉。鳴人希望透過一邊跑一邊和深作融合，但修煉令深作也傷痕纍纍。深作指出要同時移動和收集自然能量就如望左的時候同時望右是不可能的。鳴人頓時有所覺悟。最後鳴人終於是成功練成了仙術訓練。之後，鳴人和深作得知聯絡蛙幸助被殺害，便知道木葉出事了。在木葉附近的蛤蟆仙人誌麻（深作的太太）用逆通靈之術把鳴人和深作和三位蛤蟆召喚過來。
鳴人穿了和自來也相同的外套，背後背著自來也的書卷，以仙人模式和深作、蛤蟆文太、蛤蟆健和蛤蟆廣在木葉出現，看見被培因蹂躪的家鄉，鳴人無語可發。眼見木葉被天道夷為平地，憤怒的綱手衝出來要與培因一決生死。此時剛被復活的修羅道，襲向綱手，卻被鳴人的螺旋丸秒殺。鳴人對著天道說「一決勝負吧！！」鳴人和天道之戰亦告揭開序幕。仙人鳴人使出壓倒性的力量，施展了新術—可投擲至目標的仙法‧風遁‧螺旋手裡劍、仙法‧螺旋連丸及蛙手印，先後把修羅道、人間道、畜生道、餓鬼道、地獄道等一招擊倒。但是天道使出神羅天征把鳴人及其影分身擊開，戰況隨即進入膠著狀態。之後鳴人想要聯同深作使出幻術，卻被天道的萬象天引所逮，並為餓鬼道吸走查克拉，強逼鳴人解除仙人模式。幸好餓鬼道因吸取過多仙術查克拉，反變成石化蛙。但餘下的天道已知仙人深作將要使出幻術，便先使出萬象天引，利用黑棒把被吸來的深作幹掉；再把鳴人拉引過來並摔在地上，用黑棒貫穿其雙手。將他暫時壓制住。鳴人憤怒的質問天道為何要這樣做，而天道也決定向鳴人透露自己的目的。
聽完培因對於如何追求和平的偏激見解後，鳴人雖滿心不認同但卻又無言反駁。就在天道即將俘虜鳴人時，雛田為了救援鳴人挺身而出。鳴人激動的要她趕快逃走，但雛田對鳴人說出了內心暗藏許久的真情，並且表明她是自願為鳴人挺身而出的！雛田衝上前去和天道展開近身戰，一時之間似乎不落下風，但是面對神羅天征卻是無力招架，倒地後被天道重傷。鳴人一怒之下爆發九尾的力量，並露出第六條尾巴，及顯現出九尾的骨骼。同時還破壞了大和與第四代火影預先施下的封印術。天道接連使出絕技神羅天征及萬象天引但對鳴人完全無效，不得不逃到村子外。之後在離村子甚遠處暗中使出了他的隱藏絕技「地爆天星」。這是能將廣大範圍內的物體全部吸引到天道做出來的超引力核心周圍，並壓縮成一巨大球體的絕招。鳴人在六尾狀態下試圖用查克拉能量砲反擊但沒有成功，因而被吸入球體中遭到壓制住。面對禁術地爆天星，鳴人在九尾的煽動下爆發出八條尾巴，出現九尾的肉體，正當鳴人要露出第九條尾巴（把封印九尾的符咒撕掉）時，四代目火影--波風湊突然出現，阻止鳴人。與湊見面之後，鳴人才知道自己是四代目火影的兒子，情緒激動。湊相信鳴人一定能夠守護木葉，幫鳴人把封印修復，九尾瞬間消失。鳴人變回了仙人模式後，與天道展開最後對決，並且在成功撐過了神羅天征的衝擊後，以自來也所授的螺旋丸打倒了天道，成為超越了自來也的仙人。及後鳴人追蹤長門的真身，半路中受到井野父親的阻擋，但還是由鹿丸父親化解了，鳴人終於到達長門真身的所在地。
鳴人與長門一番對話後，長門被其永不放棄的意志所打動，決心將促成和平的願望交付鳴人。長門使用了禁術—外道‧輪迴天生之術令木葉所有死亡者復活（包括卡卡西，不包括自來也，原因可能是使用術的前提，需要有完整的屍體，但自來也早已沉入水底了，而被復活的眾人則是剛與培因交戰完後不久），卻犧牲了自己的性命。 小南把長門及彌彥的遺體帶走，同樣把希望託付給鳴人。鳴人決意繼承師父（自來也）及師兄（長門）的遺願。

#### 原創（1）過去篇
動畫原創，一系列以鳴人為主角的故事系列。

#### 五影篇
鳴人在卡卡西的揹負下回到木葉，並接受群眾的盛大迎接。從犬塚牙口中得知段藏下達了抹殺佐助的許可，鳴人向祭詢問有關段藏的真實身分，祭卻因為被下了咒印不能提及此事。後遇上雲隱派來傳遞文書的使者並與其交手，得知佐助已經和曉聯手，並且擄走雲忍導師，同時也是八尾祭品之力一事。得知這驚愕的事實後，小櫻驚慌的不知所措，鳴人出面化解並決定要阻止佐助繼續走入邪道。
鳴人及後和卡卡西，大和追上前往出席五影大會的雷影，希望能勸他放過佐助，但雷影不接受其解釋，而以過來人的身分訓斥了把世事想得太天真、太重朋友的鳴人。鳴人一行人後來在投宿的旅店中遇上了特意前來找他的宇智波斑，鳴人激動地質問班對佐助有何企圖。斑指出佐助現已被仇恨所支配，並指出出宇智波一族在六道仙人逝世後，已是被詛咒的一族，註定和千手一族（即木葉忍者）永遠地戰鬥。而佐助作為宇智波一族的唯一後人，他須繼承一族的所有仇恨；並且用憎恨的力量向木葉、向世界報仇。而鳴人繼承了千手一族的火之意志，故鳴人和佐助便是生於這一代的兄弟，並繼續未了的戰鬥。
之後與小櫻、祭、犬塚牙、小李會合，小櫻對他當面表白，同時勸諭他放棄追尋佐助，但鳴人並沒有接受，以「這種玩笑一點都不好玩，討厭對自己說謊的傢伙」為由拒絕了她。原本想在小櫻面前，坦言班所訴說的宇智波一族等事，但因卡卡西的阻止沒有說出口，並且承認自己是自願幫助佐助。後來祭告訴鳴人，與鳴人同期的木葉忍者都加入了將佐助殺掉的行列，連小櫻也下定決心準備與佐助了斷，使得鳴人震驚不已；我愛羅等人隨即趕到，告知鳴人有關忍者聯合軍的企劃。
宇智波佐助打贏段藏後，段藏為了同歸於盡而使用裡四象封印術，卻被佐助躲過。佐助接下來還想殺掉已經沒有利用價值的香璘，但此時小櫻出現擾亂了佐助的計畫。小櫻騙佐助要背叛木葉加入他的隊伍，佐助開出條件是要小櫻動手殺掉香璘。就在小櫻準備用毒苦無刺殺佐助時，佐助早已先下手為強想殺小櫻，此時卡卡西飛身救下小櫻，並與佐助對戰。佐助張開兩顆萬花筒寫輪眼使出須佐能乎射出弓箭，被卡卡西左眼的萬花筒寫輪眼擋下。卡卡西仍試圖讓佐助想起過去和木葉的夥伴們度過的光明歲月，但佐助卻已被仇恨控制，過去夥伴的笑容如今全變成讓他憤怒不已的嘲笑。這份憤怒更讓須佐能乎進化成手持兩大神器的完全形態。就當佐助想繼續發動攻擊的時候，卻發覺自己眼睛突然幾乎看不見了(因為佐助過度使用了萬花筒寫輪眼)，須佐能乎也迅速崩解。注意到這個異變的小櫻想趁機拿苦無刺向佐助，但最後仍是下不了手，反而被佐助發現奪下苦無要殺了小櫻，鳴人及時趕到，救走小櫻，並且開始與佐助交戰。和終末之谷一戰最後過招一模一樣的對決，結果再次不分上下。但此時佐助已是油盡燈枯的狀態，被衝擊彈向後方時已無法穩住身形。此時白絕出現，幫了他一把。隨後宇智波斑也跟著出現。鳴人對佐助表示他不再阻止他復仇，但前提是由他來當佐助的第一個目標。佐助在留下：「那麼就先從你殺起吧！」這句話後，和斑一起用時空間忍術離去。至於鳴人，由於戰鬥中被佐助手持的附毒苦無劃傷，在佐助離去後一度因藥效揮發口吐白沫，由小櫻替鳴人治療。

#### 原創（2）航海篇
回到木葉後，向同屆的忍者們表明要獨自對付佐助，引來眾人的訝異與反對。鳴人在妙木山向預言者大蛤蟆仙人請教，獲知他即將與擁有強大瞳力的人決戰，受其指點尋找章魚（即八尾人柱力），並得到了九尾封印的關鍵鑰匙，在木葉和同盟國的安排下，鳴人走海路前往雷之國。
在木葉和同盟國的安排下，鳴人抵達一座孤島，與八尾祭品之力殺人蜂會合，展開訓練（其實是將兩人與戰鬥隔離）。後來鳴人在真實之瀑中面對過去未發現的黑暗自我，初次對決結果是完全不分勝負，但若不戰勝黑暗自我，就絕對敵不過九尾的邪惡意志，在聽聞過去殺人蜂和基之間的故事後，有所體悟的鳴人在真實之瀑成功挑戰黑暗的自我，殺人蜂亦允諾協助鳴人進行九尾控制訓練。
在殺人蜂的引導下，鳴人抵達了自己的精神領域，利用先前得到的九尾封印鑰匙解開封印，與九喇嘛交戰，目的是要從九尾體內把牠的查克拉給搶過來。雖然鳴人與殺人蜂在精神領域聯手並一度壓制九尾，並且以強大的仙人力量一度重傷九尾，卻不慎被九尾的憎恨開始入侵，鳴人快被憎恨吞噬前，鳴人的母親－漩渦九品出現在鳴人面前，鳴人與母親重逢的同時，得知了父母的過去，重新迎戰。以仙人狀態使出「仙法‧無限超大螺旋丸連彈」重創九尾，再以「仙法‧風遁奧義‧螺旋手裡劍」把九尾的查克拉打出體外並吸收之。鳴人現出六道之身跟神器六勾玉，憤怒至極的九尾使出有史以來最強超級尾獸砲企圖一舉扳回劣勢。但鳴人先使出六道仙人的術輕易化解尾獸砲並將九尾封印，九尾在不甘心的怒吼著牠不會忘記今天鳴人的所作所為後，沉默了下來。兒子成功收服九尾，九品自是非常高興的恭賀他，但隨後又嚴肅的告訴鳴人自己正是前一位九尾的祭品之力，並將向鳴人揭露16年前九尾襲擊木葉事件的真正真相。鳴人謝過九品並允諾成為超越父母的忍者，返回了現實世界。
由於經過查克拉控制訓練，鳴人一旦開始使用九尾的查克拉，就會變身成九尾查克拉模式，能夠感覺到他人的負面情緒，因而識破藏身於殺人蜂所攜帶的「鮫肌」裡的鬼鮫，鬼鮫衡量情勢自知不敵欲逃走，被鳴人以迅雷不及掩耳的⌈瞬身之術⌋欺身飽以右拳吐血，鬼鮫訝異鳴人驚人的速度，在旁的殺人蜂彷彿看到了⌈金色閃光⌋。鳴人因為腳踏力過猛因而卡住無法繼續追擊鬼鮫。因此由阿凱追擊並與鬼鮫展開決戰。鬼鮫追擊事件告一段落後，鳴人在殺人蜂的引導下，展開尾獸查克拉應用訓練的最後階段。
得到鬼鮫的情報後，班告訴兜十萬隻絕的事情之後，讓兜和地達羅前去捕捉九尾。兜與地達羅去島龜捕捉鳴人時，途中被土影攻擊，兜讓地達羅去和土影對決，自己召喚萬蛇二代去攻擊島龜。兜隨後與大和等人展開激戰，但途中卻把大和抓走打斷與土影的戰鬥。

#### 忍界大戰篇
鳴人和殺人蜂被困住龜島，但在獲知木葉忍者村和其他忍者村在忍界戰場上奮鬥的消息後，鳴人決定前往戰場協助作戰。一開始，伊魯卡對於鳴人的舉動感到不認同並試著勸阻他，但在鳴人的堅持下而讓他通行。之後鳴人和比遇上雷影並與其交戰，因為綱手出面表明讓人柱力發揮其才的立場，鳴人和殺人蜂才得以抵達戰場參戰，卻遇上被穢土轉生之術召喚出來的長門和宇智波鼬，交戰期間鼬受止水的萬花筒寫輪眼最強的幻術「別天神」影響而擺脫穢土轉生的控制，而跟鳴人及比聯手封印了被兜完全控制的長門，後來鼬對於欲一肩承擔整場戰事的鳴人給予勸告和託付信念後，鼬決心去阻止兜的穢土轉生術，而鳴人和比以阻止鳶和穢土轉生忍者和10萬白絕大軍為目標重新出發。
過程中被穢土轉生的第二代目土影「無」,遭遇第三代目土影「兩天秤大軒」與我愛羅聯手封印，三人交戰時，無利用本身分裂的能力一分為二，讓大軒與我愛羅在混戰中封印住一半的無，隨後另一半的無，在兜的指使下，用穢土轉生出最後的王牌「宇智波斑」。在斑出場時，忍者聯軍大吃一驚，在此之前大家都誤以為假面人「鳶」的身份是班，正當大家都在猜想那面具底下的人是誰之際，斑已殺入聯軍之中大開殺戒。
在將穢土轉生的宇智波斑交給前來助陣的五影後，鳴人終於碰上了鳶和「新培因六道」，但鳴人和比卻完全不敵六隻尾獸的力量，之後卡卡西和阿凱助陣，仍陷入苦戰。在絕望之時偶然地和四尾對話，鳴人因此答應願意讓四尾解脫鳶的控制，但成功後不料受另外的五隻完全尾獸襲擊，此時視若無睹的九尾終於決定要和鳴人並肩作戰。鳴人與九尾同步一起使用「尾獸模式」並大膽的和剩餘五隻尾獸展開「尾獸玉」對決。而後於精神世界中和尾獸與人柱力們對話。
後來尾獸及其人柱力們皆認同鳴人並自我介紹，隨後尾獸被回收到外道魔像中，此時尾獸們皆認同了鳴人，並將一小部份的查克拉交給鳴人。最後被兜穢土轉生的鼬與弟弟佐助聯合作戰，鼬成功了使用失去光明為代價，與伊邪那岐相反的瞳術「伊邪那美」，打敗了兜，停止了穢土轉生，敵人一一消失（除了宇智波斑，因為他使用了穢土轉生·解）。
之後與卡卡西和阿凱以及殺人蜂聯手，對抗已復活十尾的宇智波帶土和宇智波斑，在被對方的「木遁·扦插」攻擊之餘，寧次替他抵擋攻擊而死，使得鳴人更下定決心對抗帶土和斑，接著利用九尾之力再次變化成「尾獸模式」並將其查克拉灌輸給夥伴。
其後對抗十尾和宇智波帶土一直處於劣勢。當十尾發射一個巨大尾獸玉，穢土轉生的波風湊終於趕到並阻止其命中忍者聯合軍。「鷹」、大蛇丸、穢土轉生的四影的到來使忍者聯合軍重振士氣。第七班終於集合。接着，嗚人和同期生（除了第三班）及四影一起討伐十尾分裂體。他、佐助及四影被剛成為十尾人柱力的帶土找上。透過二代目火影千手扉間和四代目火影波風湊的計劃，「灼遁·光輪疾風漆黑矢零式」擊中帶土背部，可惜被其陰陽遁所抵消。之後他們發現仙術攻擊對其有效，並與佐助合力使用「威裝·須佐能乎」對付帶土，加上鳴人的說服力和全體人員的努力，成功把尾獸們從十尾人柱力身上拔出來。
正當帶土想用輪回天生把在這場大戰中死去的忍者復活，卻被黑絕阻繞並誤把斑復活。面對閉着眼睛的班，鳴人、佐助、初代火影、佐井卻被其當作笨蛋般玩弄。其後斑更成功地把八尾及九尾從殺人蜂及鳴人身上抽出以封印到外道魔象之中。我愛羅聽從九尾被抽出前的指揮將鳴人載往四代目身邊，小樱抢救鸣人让他不至于心跳停止。在吸收了四代目阴查克拉的黑绝回到带土身上后，带土觉悟後将鸣人傳入异空间，注入了阴九尾查克拉與一尾、八尾的一小部份查克拉鳴人身體裡，暫時保住鳴人性命。
在漫畫670話中，鳴人與「忍宗始祖」、「六道仙人」大筒木羽衣相見，羽衣告訴鳴人忍宗的起源和其兩名兒子的故事，並告訴鳴人就是他的次子的轉世者、繼承了其愛心和團結之意志阿修羅的人，鳴人下定決心要為保護夥伴而戰、羽衣便賜予鳴人新的力量並讓他重返戰場。右手亦出現圈形標誌，代表著六道陽之力。
和第七班逃過無限月讀，與復活了的大筒木輝夜戰鬥，之後和輝夜進入某個空間，輝夜原先要用共殺之灰骨穿插卡卡西和帶土其身，但是帶土用神威救了卡卡西一命，還對鳴人訴說了他的遺言，獨自一人去向琳懺悔，鳴人瞬間至輝夜身邊，徒手砍下輝夜的手臂。其後與佐助成功封印輝夜，然後被六道仙人和歷代五影使用通靈之術召喚至原先世界。正當打算解開無限月讀時佐助卻突然利用輪迴眼將尾獸們控制並封印於地爆天星内，最後鳴人只好和佐助一戰並宣言將兄弟間的戰鬥的命運畫上句號。經過一番激烈對決，鳴人和佐助均失去一臂而重傷倒地，直至翌日清晨才再次甦醒，鳴人告訴佐助自己已經將其視為朋友，所以無論如何都不會坐視其深陷痛苦的泥沼，令佐助為之動容。雙方再次言和後，小櫻抵達現場為兩者療傷，鳴人和佐助亦返回木葉村和卡卡西商討接下來的計劃。就在佐助即將步出木葉村再度遠行之際，鳴人將先前被螺旋丸劃下痕跡的護額交還給對方，佐助亦決定妥善收藏該枚護額，直至一切安定為止。

#### 在之书
慕留人和向日葵因为争夺玩偶时将玩偶撕成两半而发生冲突，鳴人为了保护慕留人被向日葵点穴，于是缺席了第七代火影的就职仪式，最後由木葉丸以一般的變身術易容扮成鳴人出席.

#### 結局篇
劇情接近尾聲時，鳴人於第四次忍界大戰落幕的多年後，接替從第六代火影職位卸任的卡卡西，成為第七任火影。最終和日向雛田結為連理，育有一對子女，分別為漩渦慕留人（うずまきボルト）和漩渦向日葵（うずまきヒマワリ），還為長子遺傳到自己幼時酷愛惡作劇的特性傷透腦筋。

### 慕留人-火影忍者新世代-
就任火影後因為忙於工作而大幅減少與家人相處的時間，慕留人對此相當不滿，但隨著故事發展慕留人對此有了見解，虽然博人不想当火影，但也想成为在火影背后默默支持火影的人。

#### 宇智波紗羅妲篇
面對被突襲的佐助，發現襲擊者身穿宇智波家族的家徵衣服，而且還擁有寫輪眼，於是通靈鷹趕緊通知鳴人。當鳴人與卡卡西商量過後，認為此人身份只有兩個可能，一是宇智波家族的倖存者，二是大蛇丸的實驗體。於是鳴人決定親身會回佐助並前往大蛇丸基地，調查「寫輪眼少年」的身份，而另一邊因為對自己的身世抱有疑惑的紗羅妲與蝶蝶決定展開一場「尋找親生父母」的旅程，並跟隨鳴人背後。就在二人緊隨途中，紗羅妲與蝶蝶受到身份神秘的寫輪眼少年「宇智波信」的襲擊，且揚言要將紗羅妲帶回去，雙方隨即陷入交戰狀態，可是紗羅妲與蝶蝶很快便處於劣勢，就在此刻鳴人成功趕到拯救她們。及後三人決定一同前往山上的「塔」中會合佐助，可惜在前往目的地後不久，黑衣神秘人與宇智波信兵團便開始對他們發動進攻。在到達大蛇丸根據地後，水月卻為紗羅妲進行基因驗證，結果紗羅妲的基因卻與被水月認為是「香燐出生時留下的東西」一致，此刻過程全被鳴人所聽見。面對情緒不穩定的紗羅妲，鳴人欲安慰她，令紗羅妲了解到與父母之間的親情不在乎血緣而在乎多年來所培養的感情，最終佐助與小櫻之間的互動令紗羅妲對父母之間的關係有了新的了解，其中原因不泛鳴人的啟發。其後與宇智波信的戰事裡，敵人一度內亂，幸及鳴人的說服，一眾宇智波和信便跟隨鳴人回到木葉忍者村的孤兒院中，由兜負責調教他們。

#### 中忍選拔試篇
鳴人由於公務的繁忙,缺席了博人的生日慶祝。深感不快的博人為了不讓妹妹向日葵失望，和父親訂下承諾，要求鳴人必須出席妹妹的生日慶祝。然而仍是由於公務的繁忙，鳴人只能派出一個影分身回家慶祝，更於捧蛋糕時由於本體過度疲勞消失，毀了向日葵的生日蛋糕和慶祝，導致父子間完全決裂。憤怒的博人因而有了否定父親作為火影的想法。

## 術
- 底色為 （杏仁白）色的表示該忍術為動畫、遊戲、劇埸版的原創。底色為 （香檳黃）色的表示該忍術為組合忍術，並非單獨一人能夠使用。

| 招式名稱              | 簡介 | 種類         | 等級  |
| --------------------- | --- | ------------ | ----- |
| 分身術                | 產生本人殘像分身的基礎忍術。 | 忍           | E     |
| 替身術                | 在遇襲的剎那間迅速地用木板代替身體，令對手以為襲擊成功的一種擾亂術。[9] | 忍           | E     |
| 變身術                | 外表變成其他人，生物或物品的基本忍術。[10] | 忍           | E     |
| 木葉體術奧義·千年殺   | 以蠻力將虎之印插入對手防衛最薄弱的位置肛門，進階者以苦無加起爆符代替。[11] | 體           | E     |
| 寫輪眼                | 在《劇場版：忍者之路》中，黑鳴人被鳶附體后獲得寫輪眼的能力。（劇埸版） | 血繼限界     | -     |
| 色誘術                | 是鳴人的第一個自創忍術，利用變身去變成一個美麗的裸女，連第三代火影都不能抵擋此忍術的威力（或者說身心健康的男性都無法抵擋）。[12] | 忍           | E     |
| 後宮術                | 是鳴人的第二個自創忍術，是色誘的加強版，先利用影分身變出多個影分身，再用變身變成裸女去向好色敵人進攻。[13] | 忍           | A     |
| 色誘逆後宮之術        | 是鳴人後宮術加強版，以影分身變化成裸男，引起對方的注意力。鳴人練習此術時間不比螺旋丸少，亦曾對輝夜使用。 | 忍           | D[14] |
| 影分身之術            | 用於諜報的高級分身術，是將查克拉均分製造出實體分身，並可同使用者一起行動戰鬥，解除後能將記憶和經驗傳回本體。 | 忍           | B     |
| 多重影分身術          | 影分身的加強版，為禁術，能分身出更多個分身，查克拉量驚人的鳴人配合九尾查克拉甚至可以分到上千個。[15] | 忍           | A     |
| 影分身衝刺攻擊        | 配合多重影分身使用，利用三個影分身抓住敵人，一個影分身將另一個拋出去攻擊。[16] | 忍           | A     |
| 四面八方手裡劍        | 配合多重影分身使用，以無數個影分身加本尊用手裡劍發射敵人。[17] | 體           | A     |
| 漩渦之陣              | 分身成無數個本尊，包圍敵人。 | 忍           |       |
| 影分身體術·鳴人忍法帖 | 為鳴人特有的影分身或多重影分身的體術應用技。 | 忍           | -     |
| 影分身·體當           | 以數個影分身飛向敵人用頭打擊。（遊戲原創） | 忍           | -     |
| 影分身·回轉降落       | 以數個影分身回轉向敵人用腳打擊。（遊戲原創） | 忍           | -     |
| 漩渦鳴人連彈          | 先用影分身，再分開攻擊敵人，本尊再給予最後一擊，需要四個影分身。[18] | 體           | B     |
| 漩渦鳴人二千連彈      | 使用多重影分身製造出兩千個影分身，同一時間向對手以拳頭攻擊。[19] | 體           | A     |
| 漩渦鳴人四千連彈      | 使用多重影分身製造出四千個影分身，同一時間向對手以雙膝攻擊。 | 體           | A     |
| 漩渦鳴人五千連彈      | 使用多重影分身製造出五千個影分身，同一時間向對手以雙膝攻擊。 | 體           | A     |
| 漩渦鳴人一帶連彈      | 使用多重影分身製造出無數個影分身，同一時間向對手以雙膝攻擊。 | 體           | A[20] |
| 瞬身術                | 時空間忍術，可實現瞬身效果。鳴人在最後一話中曾使出過此術，制止兒子慕留人的惡作劇。 | 忍           | -     |
| 通靈之術              | 鳴人是妙木山的契約者，能通靈出妙木山的蛤蟆。 | 忍           | B     |
| 搭擋變身              | 由不擅長結印的蛤蟆文太提供查克拉，由鳴人結印並經由鳴人的意志合體變身，曾在迎戰守鶴時變身成九喇嘛。[21] | 忍           | B     |
| 通靈·九面獸 [22]      | 在《劇場版：忍者之路》中，黑鳴人使用，又稱九面蘇婆訶，使用通靈之術召喚九面獸參戰，按青、白、朱、亥、空、南、北、三、玉順序排列，分別是青龍、白虎、朱雀、玄武、金蛇、南斗仙人、北斗仙人、死神、天女排列（與曉組織排列相似），但實際上都是有九面子狐所變，每個獸都有相當強大特別的能力。（劇埸版） | 忍           |       |
| 通靈·屋臺崩壞         | 從敵人正上方召喚妙木山巨型蛤蟆，壓垮敵方。 | 忍           | B     |
| 風遁·蛤蟆鐵砲         | 動畫原創招式，鳴人和蛤蟆龍的組合忍術，在蛤蟆龍的水鐵炮中加入風遁查克拉，使其威力強化數倍以上。此術的攻擊範圍十分之大，且有非常強大的攻擊力，比蛤蟆文太的水遁忍法·鐵炮彈還要強。（動畫原創） | 忍           | B     |
| 風遁·蛤蟆油炮         | 動畫原創招式，鳴人和蛤蟆龍所配合的忍術，在蛤蟆龍的蛤蟆油炮加入風遁查克拉，使其威力強化數倍以上。（動畫原創） | 忍           | B     |
| 風遁·蛤蟆油炎彈       | 動畫原創招式，鳴人和蛤蟆龍所配合的風遁·蛤蟆油炮，加上蛤蟆吉所使出的火遁·蛤蟆炎彈，組合出的忍術。（動畫原創） | 忍           | B     |
| 火遁·蛤蟆油炎彈       | 原本是蛤蟆文太與自來也合作的忍術，動畫原創的海之國任務中，文太吐出蛤蟆油，而鳴人朝油發射綁有起爆符的苦無取代此術所需的火遁，藉此合作噴出火焰以做成巨大火球攻擊對手。（動畫原創） | 忍           | B     |
| 火遁·火炎彈           | 出現於《龍刃記》中，朝前方吐出火炎，火球會滯留約一秒鐘，可用來燒掉擋路的植物。（遊戲原創） | 忍           | -     |
| 螺旋輪虞[23]          | 在《劇場版：忍者之路》中，黑鸣人使用，制造高密度的黑色查克拉球，其威力与仙法·螺旋手里剑不相上下。（劇埸版） | 忍           |       |
| 大螺旋輪虞[24]        | 在《劇場版：忍者之路》中，黑鳴人使用，螺旋輪虞的强化版，威力比普通的螺旋輪虞強的多，只用一擊便將木葉忍者村化為平地。（劇埸版） | 忍           | -     |
| 螺旋丸                | 波風湊自創的忍術，先將查克拉集中在手上，這時查克拉要以不規則的方向不停流動，加以壓縮，維持成手掌般大小的球狀，再襲向對方。 | 忍           | A     |
| 九尾螺旋丸            | 鳴人與佐助在終結谷決戰時，在妖狐外衣的包裹下使用，不需要影分身單手即可完成，紅藍查克拉混合而成的螺旋丸。 | 忍           | A     |
| 七彩螺旋丸            | 在《劇場版：雪姬忍法帖》中，螺旋丸與水蒸氣所產生七彩光芒下的螺旋丸。 | 忍           | A     |
| 超級螺旋丸            | 在《劇場版：鳴人將死》中，鳴人的螺旋丸加上紫苑的巫女之力（查克拉）及封印石當媒介，形成粉紅帶有藍的螺旋丸，在最後一擊時消滅魍魎。同時也是最早融合別人查克拉的術，因此沒有正式的名稱。日文稱為『超查克拉螺旋丸、超チャクラ螺旋丸』，而超級螺旋丸是參考東立翻譯。 | 血繼限界、忍 | -     |
| 龍卷螺旋丸            | 在《劇場版：絆》中，鳴人在對付「零尾」時，幾乎用盡查克拉時所出現火焰般龍捲型態的螺旋丸。 | 忍           | -     |
| 太極螺旋丸            | 在《劇場版：失落之塔》中，因為與波風的血緣關係，彼此的螺旋丸因性質相近而產生共鳴產生的螺旋丸。在遊戲《火影忍者疾風傳 Narutimate Storm Revolution》還出現真·太極螺旋丸。 | 忍           | S     |
| 螺旋連丸              | 雙手各有一個螺旋丸向敵人攻擊。 | 忍           | A     |
| 螺旋超多连丸          | 使用螺旋连丸配合多重影分身向敌人无间断攻击。在鳴人對戰九尾和第四次忍界大战時用過。 | 忍           | A     |
| 大玉螺旋丸            | 在螺旋丸中加入更多的查克拉，令破壞力更強，大小約為螺旋丸三倍，更易命中敵人。[25] | 忍           | A     |
| 超大玉螺旋丸          | 比大玉螺旋丸更高級的忍術，在560話裡出現。 | 忍           | A     |
| 雷遁·雷擊             | 出現於《龍刃記》中，朝前方放出長距離的閃電，可麻痹敵人。 | 忍           | -     |
| 風遁·龍刃螺旋丸       | 出現於Wii火影忍者疾風傳龍刃記和NDS火影忍者疾風傳查克拉爆發中，這是遊戲中的原創忍術，也是遊戲中威力最強的忍術。螺旋丸會形態變化為龍形並環繞於身邊，最後朝前方飛去，雖然攻擊威力跟範圍都比風遁.螺旋手裡劍還要強大，但是查克拉的消耗量非常大。（遊戲原創） | 忍           | S     |
| 風遁·螺旋丸           | 加了風遁查克拉的螺旋丸，有著比螺旋丸高的攻擊力，且攻擊時帶有切割能力。 | 忍           | A     |
| 颶風水渦之術          | 用風遁·螺旋丸與大和的水遁·破奔流一起使用的組合忍術。[26] | 忍           | A     |
| 風遁·螺旋手裡劍       | 風遁.螺旋丸的加強版，劇場版《劇場版：絆》為第二次出現，屬S級的超高難度忍術，破壞力驚人，需要3個影分身才能使出，可把對手體內所有的經脈系統及細胞擊潰，甚至把查克拉化成無數細小的風刃，在細胞尺度上進行微觀世界的破壞攻擊。但由於查克拉的消耗量相當大，相對的持續時間比較短，且無法進行投擲，因此必須貼著敵人打，導致其破壞力會對施術者的手造成嚴重反傷，所以此術並不完全，被列為禁術，在劇場版中此反效果似乎沒出現。根據大和所說，鳴人在修練時一天只能使用兩發螺旋手裏劍，到了打角都時能用三發。 | 忍           | S     |
| 螺旋丸·閃             | 以超快衝刺速度向敵人使用螺旋丸。 | 忍           | -     |
| 土遁·土流壁           | 是藉由勾起坚固的土壁，抵挡住敌人攻击的忍术。施术者会在体内将查克拉转换成土，在吐出来的瞬间就隆起，形成障壁。因障壁本身也具有查克拉的关系，所以强度比一般的土墙还强。土对火、水具有较高的耐性。 | 忍           | B     |

### 仙人模式
經過一星期的妙木山修煉後，成功進入仙人模式，其後靠影分身協助，成為第一名不用與蛤蟆融合的仙人，而蛤蟆深作曾說鳴人可能已超越了過往的先祖，進入仙人模式的鳴人不論速度、攻擊力和防禦力都有大幅度的上升，還能經由自然力量對敵人進行攻擊，並透過查克拉感知到此人的生命跡象及周遭的危險。但由於九尾查克拉阻礙，無法和蛤蟆融合令其協助收集自然能量（據九尾在漫畫645話的說法，當鳴人修煉仙人模式時，之所以會干擾鳴人和蛤蟆仙人融合，是因為討厭和蛤蟆共處一個意識空間），有查克拉分配的時間限制，時間一過便會變回原形。
| 招式名稱                 | 簡介 | 種類     | 等級  |
| ------------------------ | --- | -------- | ----- |
| 仙法·蛙組手              | 藉由自然能量增加體術攻擊範圍，令對手就算擦肩而過也被看不見的自然力量擊倒。 | 體、仙術 | C[27] |
| 仙法·蛙叩                | 提取自然能量集中在掌心，攻撃較為集中。 | 體、仙術 | C[27] |
| 仙法·螺旋丸              | 在仙人模式下使用螺旋丸，破壞力比螺旋丸更強。 | 忍、仙術 | -     |
| 仙法·螺旋連丸            | 在仙人模式下使用螺旋連丸，破壞力比螺旋連丸更強。 | 忍、仙術 | -     |
| 仙法·大玉螺旋丸          | 在仙人模式下使用大玉螺旋丸，破壞力比大玉螺旋丸更強。 | 忍、仙術 | -     |
| 仙法·超大玉螺旋丸        | 在仙人模式下使用超大玉螺旋丸，破壞力比超大玉螺旋丸更強。 | 忍、仙術 | -     |
| 仙法·超大玉螺旋多連丸    | 在仙人模式下使用多重影分身，之後讓每個影分身使用超大玉螺旋丸，破壞力極強。鳴人曾用此招打敗九尾。 | 忍、仙術 | -     |
| 仙法·風遁·螺旋手裡劍     | 風遁·螺旋手裡劍完成版，將高密度的仙術查克拉維持旋轉並拋出，進行遠距離的攻擊奧義，因而消除會對施術者的手造成嚴重反傷的缺點，亦因加入了仙法而大大提升其威力，命中目標後會迅速膨脹成一個巨大的高速球狀漩渦，攻擊目標會被漩渦完全削至無影無踨。缺點是一次仙人模式只能用兩次螺旋手裏劍。 | 忍、仙術 | S[28] |
| 仙法·風遁·大玉螺旋手裡劍 | 仙法·風遁·螺旋手裡劍的強化版。 | 忍、仙術 | -     |

### 九尾查克拉模式
在取出九尾查克拉並以六道忍術重新封印後，鳴人能夠選擇使用尾獸查克拉或自身查克拉，在使用尾獸查克拉時身上會出現印記、臉上也浮現花紋，尾獸的查克拉包裹全身令其身體變成金色，可以作出媲美鳴人父親第四代火影波風湊黃色閃光速度的瞬身之術，速度比第四代雷影更快，力量也有所提升，並可以透過他人惡意、善意感知敵我區分情況，可變化出多道查克拉手臂。
| 招式名稱                | 簡介 | 種類         | 等級 |
| ----------------------- | --- | ------------ | ---- |
| 螺旋丸                  | 在漫畫565 話中出現，與一般的螺旋丸不同的是，可以以九尾查克拉之手發動進行遠程攻擊，而且威力強於前者。 | 忍           | -    |
| 螺旋吸丸                | 先放出螺旋丸，再以九尾查克拉手將敵手抓住拉進螺旋丸中。 | 忍           | -    |
| 螺旋亂丸                | 以九尾查克拉手發動出數顆螺旋丸攻擊。 | 忍           | -    |
| 迷你螺旋手裡劍          | 以一隻手指集中查克拉，再從手指上分出三隻小九尾查克拉手維持查克拉及其屬性，為螺旋手裡劍小型版，威力頗為強大。 | 忍           | S    |
| 惑星螺旋丸              | 在使出螺旋丸時，並接著使出三顆小螺旋丸纏於周圍一同攻擊敵人，威力會瞬間增強成劇烈龍捲風。 | 忍           | -    |
| 超迷你尾獸玉            | 和分身一同凝聚出的小型尾獸玉，能利用九尾查克拉手直接遠距攻擊敵人。 | 忍           | -    |
| 風遁·螺旋手裡劍         | 出現於漫畫632話，比原本的螺旋手裡劍更為厲害。 | 忍           | -    |
| 灼遁·光輪疾風           | 由湊命名的招式，是一種風遁·螺旋手裡劍與佐助的炎遁·加具土命兩者查克拉等同的術互相結合而成的忍術。 | 血繼限界、忍 | -    |
| 風遁·超大玉螺旋手裡劍   | 出現於漫畫634話，比原本的螺旋手裡劍更大上一倍。 | 忍           | -    |
| 灼遁·光輪疾風漆黑矢零式 | 由湊命名的招式，用風遁·超大玉螺旋手裡劍與佐助的炎遁·須佐能乎加具土命一起使用的忍術。 | 血繼限界、忍 | -    |
| 柔鳳螺旋雙獅拳              | 《火影忍者終極風暴3》原創忍術，是參考漫畫版64集617話忍者聯軍所組成的鳳凰突擊，改成只專屬於鳴人和雛田忍術，比忍者聯軍還小上一號。而遊戲《火影忍者終極風暴3》設定在第四次忍界大戰上半章，鳴人趕往戰場對決宇智波帶土及五影對決斑，但沒正式結局。 | 血繼限界、忍 | A    |

### 仙人·九喇嘛模式
鳴人和九喇嘛心靈相通後，釋放出全部的力量，是「九尾查克拉模式」的完成型態。在與九尾協力後，鳴人可以隨意將九喇嘛模式保持人形或者尾獸化，但如果九尾處於查克拉不足情況時，人柱力便不能使用此型態。此型態亦能與仙人模式並存，當鳴人同時發動此型態與仙人模式時，眼睛周邊會和仙人模式一樣出現紅色眼影，而且因仙人的蛙瞳會和九尾的獸瞳交疊，所以會讓瞳孔呈十字狀 。
| 招式名稱           | 簡介 | 種類         | 等級  |
| ------------------ | --- | ------------ | ----- |
| 螺旋丸             | 使用九尾查克拉形成的螺旋丸，威力比一般的螺旋丸更強大。除了可在手掌聚集查克拉外，亦可在尾獸化時分別使用不同尾巴來聚集查克拉施展。                               | 忍           | -     |
| 仙法·螺旋丸        | 鳴人曾經為湊尾獸化時所使用的巨大螺旋丸注入仙術查克拉，試圖擊倒十尾祭品之力帶土。其規模與威力程度遠大於一般的仙術螺旋丸。                                       | 忍、仙術     | -     |
| 超迷你尾獸玉       | 對轟。 | 忍           | S[29] |
| 連續尾獸玉         | 一口氣將尾獸查克拉分成幾個部分聚集，再從口中連續吐出尾獸玉。八尾和九尾曾聯合發動此術攻擊十尾，卻被十尾的尾獸玉一次性轟掉而抵消。                               | 忍           | S[29] |
| 尾獸行星螺旋手裡劍 | 遊戲暴風革命的忍術，由鳴人使用巨大的螺旋手裡劍與九尾的連續尾獸玉混合而成的極具破壞力忍術。                                                                     | 忍           | -     |
| 仙法·尾獸玉        | 鳴人曾經為尾獸玉注入仙術查克拉，試圖對付宇智波帶土的求道玉，然而最終失敗。                                                                                     | 忍、仙術     | -     |
| 威裝·須佐能乎[30]  | 鳴人與佐助對付帶土與桃式時合力使用的力量，由佐助將須佐能乎當成鎧甲讓九尾穿在身上，是一種瞳術與尾獸力量融合的須佐能乎，可大幅提升戰鬥能力。                     | 血繼限界、忍 | -     |
| 柔拳尾獸雙獅拳     | 《火影忍者 終極風暴4》原創忍術，是由鳴人的螺旋丸和雛田的柔拳法·雙獅拳融合而成螺旋尾獸炮。                                                                      | 血繼限界、忍 | S     |
| 超獅子鳴人連彈     | 这个术是在劇場版《》中，鸣人和佐助合力與剛合体的大筒木桃式开打后使出的体术连打的招式，以狮子连弹的第一式作为开始。但在完成之制於最后一式时被大筒木桃式破解了。 | 体术         | A     |

### 六道仙人模式
脫離頻死狀態下的鳴人，因為帶土關係而集齊尾獸之力，尾獸們與六道仙人的約定終於到來，如蛤蟆丸所預言般預言之子將改變世界。同時，在六道仙人確認鳴人想法後，將自己的「六道陽之力」賦予鳴人，其後鳴人便以全新的姿態—六道仙人模式出場。由於集齊尾獸之力的緣故而達致六道仙術開花的條件，新的姿態背後有著如十尾人柱力般的標誌，而且與十尾人柱力一樣擁有求道玉。模式姿態屬於九大尾獸之力與仙人模式的結合，在此模式下亦能做到尾獸化，配合影分身使用時，能使出如阿修羅的三頭六臂型態另外，由于此形态于游戏《火影忍者疾风传终极风暴4》中抢先登场的关系，疾风传动画配色以游戏为基准。
| 招式名稱                  | 簡介 | 種類                 | 等級  |
| ------------------------- | --- | -------------------- | ----- |
| 影分身之術                | 在尾獸化型態下施展能夠將九尾尾獸化型態同樣影分身，並藉此與兩個影分身合體使出如阿修羅的三頭六臂型態。 | 忍術                 | B     |
| 求道玉                    | 六道仙術開花者所獲得的新能力，是五行陰陽之力都一一包含的黑色求道玉。[33]求道玉會在施術者背後漂浮著，能夠隨意變化任何形狀，可作保護與攻撃用途，剛脫離頻死狀態下的鳴人曾使用過兩粒求道玉變化為黑棒子武器。但操控範圍只有大約70米，在使用影分身時，容易被他人當作識別本體的媒介，而且求道玉的數目只會有減無加，一旦使用過程中因任何因素而脫離本體，施術者能使用的求道玉數目便會減少（例如鳴人曾經使用三粒求道玉變成黑棒子武器將輪墓斑分身束縛，使其動彈不得[34]）。在第四次忍界大戰後與佐助的終末谷決戰時，對付佐助的天手力而全部扔掉。 | 忍術[35]             | -     |
| 陰陽遁之術                | 陰陽遁是一種能從無形中創造形態的陰遁與給形態注入生 命 的陽遁為基礎，是一種把想像賦予生 命 的具象化之術。得到六道之力的鳴人，有能充分發揮陰陽遁之力的可能，鳴人曾使用陰陽遁之力為卡卡西復原眼睛。 | -                    | -[36] |
| 仙法·熔遁螺旋手裡劍       | 將四尾的熔遁查克拉融入至風遁·螺旋手裡劍的仙術。 | 血繼限界、忍、仙     | -     |
| 超超大玉螺旋丸            | 比超大玉螺旋丸更高級的忍術，在慕留人傳33話裡出現。 | 忍                   | A     |
| 仙法·磁遁螺旋丸           | 將一尾的磁遁查克拉融合至螺旋丸所使出的仙術，具有封印敵人的能力。 | 血繼限界、忍、仙、封 | -[37] |
| 尾獸玉螺旋手裡劍          | 將風遁性質注入九尾查克拉形成的尾獸玉，從而形成獨特的螺旋手裡劍，其破壞力足以打破斑的地爆天星。 | 忍術                 | -     |
| 沸遁·怪力無雙             | 將五尾的沸遁查克拉提升至沸點達致身體力度加強的體術。 | 血繼限界、體         | -[38] |
| 仙法·超尾獸螺旋手裡劍     | 鳴人和影分身分別以九隻尾獸的屬性為基礎，使出不同屬性的螺旋手裡劍。 | 血繼限界、忍、仙     | -[39] |
| 六道·地爆天星             | 獲得六道陽之力的鳴人與獲得六道陰之力的佐助合力才能使用的封印術，是一種十分強力的封印術。 | 忍、封、血繼限界[40] | -     |
| 六道·超大玉螺旋手裏劍[41] | 三頭六臂九喇嘛型態使出，以超大玉螺旋手裏劍和加入風遁性質的尾獸玉同時丟出，為鳴人最強之術。其威力與佐助的"因陀羅之箭"同等。 | 忍術                 | -     |
| 六道·神羅天叫[41]         | 遊戲《火影忍者疾風傳：終極風暴4》中展現，鳴人先將體內九隻尾獸的查克拉分送給佐助，佐助再使其變為完全體·須佐能乎·外道魔像，兩人再同時使用六道·超大玉螺旋手裏劍與因陀羅之箭來集中攻擊。 | 血繼限界、忍         | -     |
| 真尾獸螺旋手裡劍          | 遊戲《火影忍者疾風傳：終極風暴4 慕留人傳》的忍術，由鳴人九尾化使用9位影分身使用九隻尾獸屬性的螺旋手裡劍與尾獸玉的合體攻擊。 | 忍                   | -     |

### 重粒子模式
鳴人在與大筒木一式的對戰中開啟這個模式，為鳴人目前最強模式。重粒子模式的原理類似核融合，如同太陽釋放能量，利用九喇嘛與鳴人的查克拉當作消耗原料製造新能量，直到生命耗盡。此乃藉由削減九喇嘛和鳴人的查克拉所誕生的新力量，且由於查克拉的連接性，碰觸到這股力量的敵人，其生命力也會被消減。缺點為此型態是以消耗九喇嘛的生命為代價，型態解除後九喇嘛就會逝去。力量被評價為六道之上。

## 影響
2006年，漩涡鸣人入選《新闻周刊》日文版于10月18日发行的特集中选出的「全世界最受尊敬的100位日本人」。
2017年3月24日，臺北市市長柯文哲在竹子湖出席「2017竹子湖海芋季」開幕大會，由於本年竹子湖海芋季結合動漫，柯文哲應景cosplay漩渦鳴人。會後，柯文哲接受媒體聯訪時說，他是演員、不是導演、也不是編劇，他到最後一秒才知道要扮成鳴人。現場記者問柯文哲是否知道自己扮成哪個角色，柯文哲答：「知道啊，《火影忍者》啊」。台北市漫畫從業人員職業工會理事長鍾孟舜說，當柯文哲cosplay漩渦鳴人被質疑是否有取得授權時，臺北市政府回答：「是用於推廣政策，而非商業用途」，故不違反《著作權法》。

### 腳注
1. ↑  動畫第699話，卡卡西表示，在鳴人讀完他所欠缺兩年的書，就會讓他成為上忍。
2. ↑  根據作者岸本齊史在《火影忍者劇場版：博人》上映前接受日本傳媒的訪談內容，鳴人是以下忍身份成為火影。
3. ↑  陣之書 P.250：尾獸化正式名稱為九喇嘛模式。為避免另開新段，兩種型態的結合歸類為一段。
4. ↑  按陣之書對求道玉與漫畫的描述，「六道仙術開花者」指獲得十尾之力或如鳴人般集齊九大尾獸之力者。
5. ↑  陣之書 P.310：六道仙術型態正式名稱為六道仙人模式。

### 資料來源
1. ↑  翔之书P.006~陣之書P.029
2. ↑  .   [2015-04-02]. （原始内容存档于2015-05-07）.
3. ↑  . 【誕生日コラム】10月10日はうずまきナルトの誕生日！“落ちこぼれ”と呼ばれた少年が里を救った“英雄”となるまでの忍道を振り返る！【前編】 | NARUTO OFFICIAL SITE（NARUTO -ナルト- & BORUTO -ボルト-オフィシャルサイト）.   [2024-02-14]. （原始内容存档于2024-02-14） （日语）.
4. ↑  臨之書 P.031
5. ↑  陣之書 P.028
6. ↑  漫画382话
7. ↑  动画348话
8. ↑  者之書 P.032
9. ↑  臨之書 P.177
10. ↑  臨之書 P.220
11. ↑  臨之書 P.206
12. ↑  臨之書 P.166
13. ↑  臨之書 P.214
14. ↑  陣之書 P.237
15. ↑  臨之書 P.208
16. ↑  鬥之書 P.271
17. ↑  臨之書 P.233
18. ↑  臨之書 P.163
19. ↑  鬥之書 P.202
20. ↑  陣之書 P.277 : 有關術名稱為直接取自日文，術類型按陣之書解釋是歸為體術。
21. ↑  鬥之書 P.224
22. ↑  .   [2013-05-20]. （原始内容存档于2018-05-23）.
23. ↑  .   [2013-05-20]. （原始内容存档于2018-08-22）.
24. ↑  .   [2013-05-20]. （原始内容存档于2018-11-04）.
25. ↑  者之書 P.228
26. ↑  者之書第252頁
27. 1 2  陣之書P.244
28. ↑  陣之書 P.290。
29. 1 2  陣之書 P.282
30. ↑  術名源於陣之書 P.233
31. ↑  JC70卷 058~057頁
32. ↑  陣之書 P.310
33. ↑  陣之書 P.249
34. ↑  JC70卷 131頁
35. ↑  陣之書 P.249：歸類為忍術
36. ↑  陣之書 P.226：中段右圖所介紹
37. ↑  陣之書 P.307
38. ↑  陣之書 P.326
39. ↑  陣之書 P.291
40. ↑  陣之書 P.268
41. 1 2  "終極風暴4"奧義名稱
42. ↑  蒋丰. . 《环球人物》2014年33期. 2014-12-17  [2014-12-23]. （原始内容存档于2014-12-23）.
43. ↑  陳思豪. . 蘋果即時. 2017-03-24  [2017-03-25]. （原始内容存档于2017-09-01）.
44. ↑  吳尚軒. . 風傳媒. 2017-04-20  [2017-04-23]. （原始内容存档于2020-12-05）.

1. 《临之书》，岸本齐史，台湾东立出版社，ISBN 986-11-1631-1，2003年12月9日
2. 《兵之书》，岸本齐史，台湾东立出版社，ISBN 986-11-4962-7，2005年8月17日
3. 《鬪之书》，岸本齐史，台湾东立出版社，ISBN 986-11-8309-4，2006年6月29日
4. 《者之书》，岸本齐史，台湾东立出版社，ISBN 978-4-08-874247-2，2008年9月9日
5. 《陣之书》，岸本齐史，台湾东立出版社，ISBN 978-986-382-631-6，2015年2月10日
6. 《火影忍者》漫画和动画